# World Medical Association
De World Medical Association (WMA) is een internationale confederatie van medische beroepsverenigingen.
De vereniging werd gesticht op 17 september 1947. Dokters van 27 verschillende landen kwamen samen op de eerste algemene vergadering van de WMA in Parijs. De organisatie werd gesticht om de onafhankelijkheid van artsen te verzekeren om altijd de beste verzorging te verzekeren. De WMA is een onafhankelijke confederatie van vrije professionele verenigingen. De vereniging wordt gefinancierd door jaarlijkse bijdragen van haar leden, tachtig nationale medische verenigingen. 
De WMA voorziet in een forum voor haar leden om vrij te kunnen communiceren, actief te kunnen meewerken en een overeenkomst te bereiken over de hoge standaarden van de medische ethiek en de professionele bekwaamheid. De organisatie wil ook de professionele vrijheid van artsen over de hele wereld promoten. Deze unieke samenwerking vergemakkelijkt de verzorging van patiënten in een gezonde omgeving en verbetert de levenskwaliteit voor iedereen. 
De WMA houdt zich vooral bezig met de ethische onderdelen van het medische beroep en ontwikkelt internationale richtlijnen met betrekking tot medische ethiek, patiëntenrechten, ziekenzorg, oorlogslachtoffers, marteling van gevangenen en gebruik en misbruik van drugs.
De WMA is officieel verbonden met de Wereldgezondheidsorganisatie. Ze werkt ook samen met andere organisaties op medisch terrein, in het bijzonder de World Health Professions Alliance, een verbond van professionele verenigingen voor artsen, verpleegkundigen en apothekers.
De WMA kent een WMA-raad, een Algemene Vergadering, een secretariaat en zes WMA-regios. De Algemene Vergadering is het hoogste orgaan, komt jaarlijks bijeen en neemt de belangrijkste beslissingen. De Algemene Vergadering bestaat uit afgevaardigden van de nationale organisaties, medewerkers en leden van de Raad van de WMA. De Algemene Vergadering verkiest iedere twee jaar de WMA-raad uit vertegenwoordigers van elk van de zes WMA-regio’s. De WMA-regio's zijn Afrika, Azië, Europa, Latijns-Amerika, Noord-Amerika en Oceanië.
De WMA-raad kiest elke twee jaar zijn voorzitter. De voorzitter van de Raad is het politieke hoofd van de organisatie. De Algemene Vergadering kiest jaarlijks een president. De president is de woordvoerder van de WMA. Aan het hoofd van het secretariaat staat de secretaris-generaal, die een voltijdsaanstelling heeft.